# Liste der algerischen Botschafter in Deutschland
Bis 1999 war die Auslandsvertretung die Botschaft der Demokratischen Volksrepublik Algerien in Bonn. Seit 2000 ist die Algerische Botschaft in Berlin die Vertretung Algeriens in Deutschland.
| Akkreditiert  | Name              | Bemerkungen | ernannt von            | akkreditiert bei      | Posten verlassen |
| ------------- | ----------------- | --- | ---------------------- | --------------------- | ---------------- |
| 3. Mai 1961   | Redha Malek       | [ 1 ] | Ahmed Ben Bella        | Kabinett Adenauer III |                  |
| 14. Juni 1963 | Hafid Keramane    | 1962: algerischen Botschafter in Tunesien, Hafid Keramane blieb algerischer Botschafter in Bonn bis zum Abbruch der Beziehungen durch Algerien am 14. Mai 1965. Anschließend vertrat er die Interessen seines Landes in Brasilien. | Ahmed Ben Bella        | Kabinett Adenauer V   | 14. Aug. 1965    |
| 14. Aug. 1965 | keine Beziehungen | nach dem die deutsche und israelische Regierung am 12. Mai 1965 mit dem Briefwechsel diplomatische Beziehungen aufnahmen. | Houari Boumedienne     | Kabinett Erhard I     | 21. Dez. 1971    |
| 1974          | Ahmed Bouzar      | Geschäftsträger | Houari Boumedienne     | Kabinett Schmidt I    |                  |
| 7. Jan. 1975  | Mohamed Sahnoun   | [ 5 ] | Houari Boumedienne     | Kabinett Schmidt I    | 1979             |
| 1979          | Mohamed Kellou    | 1962: Chief of the Diplomatic Mission of the Provisional Government of the Algerian Republic in Pakistan, 1978: special envoy in Jakarta, 1984: Algeria’s first ambassador to Zimbabwe                                             | Chadli Bendjedid       | Kabinett Schmidt II   | 1983             |
| Sep. 1984     | Amor Benghezal    | 1968: Konsul in Paris | Chadli Bendjedid       | Kabinett Kohl II      | 1988             |
| 1989          | Kamel Hacene      | | Chadli Bendjedid       | Kabinett Kohl III     | 1992             |
| 1994          | Mohamed Haneche   | | Liamine Zéroual        | Kabinett Kohl IV      | 2002             |
| 2002          | Mourad Bencheikh  | 1989 Botschafter in Peking, 2010: Botschafter in Rabat. | Abd al-Asis Bouteflika | Kabinett Schröder I   | 2007             |
| Nov. 2009     | Mourad Benmehidi  | | Abd al-Asis Bouteflika | Kabinett Merkel I     |                  |
| 2010          | Madjid Bouguerra  | | Abd al-Asis Bouteflika | Kabinett Merkel II    | 2013             |
| 27. März 2014 | Nor-Eddine Aouam  | Vor seiner Ernennung zum Botschafter in Berlin hatte Aouam das Amt des Generalsekretärs im Außenministerium inne. Zuvor war er als Botschafter in Äthiopien und Djibouti sowie als ständiger Vertreter bei der afrikanischen Union | Abd al-Asis Bouteflika | Kabinett Merkel II    | 2021             |
| 14. Dez. 2021 | Smail Allaoua     | [ 7 ] | Abdelmadjid Tebboune   | Kabinett Scholz       | 2023             |
| 16. Mai 2023  | Larbi El Hadj Ali | [ 8 ] | Abdelmadjid Tebboune   | Kabinett Scholz       |                  |

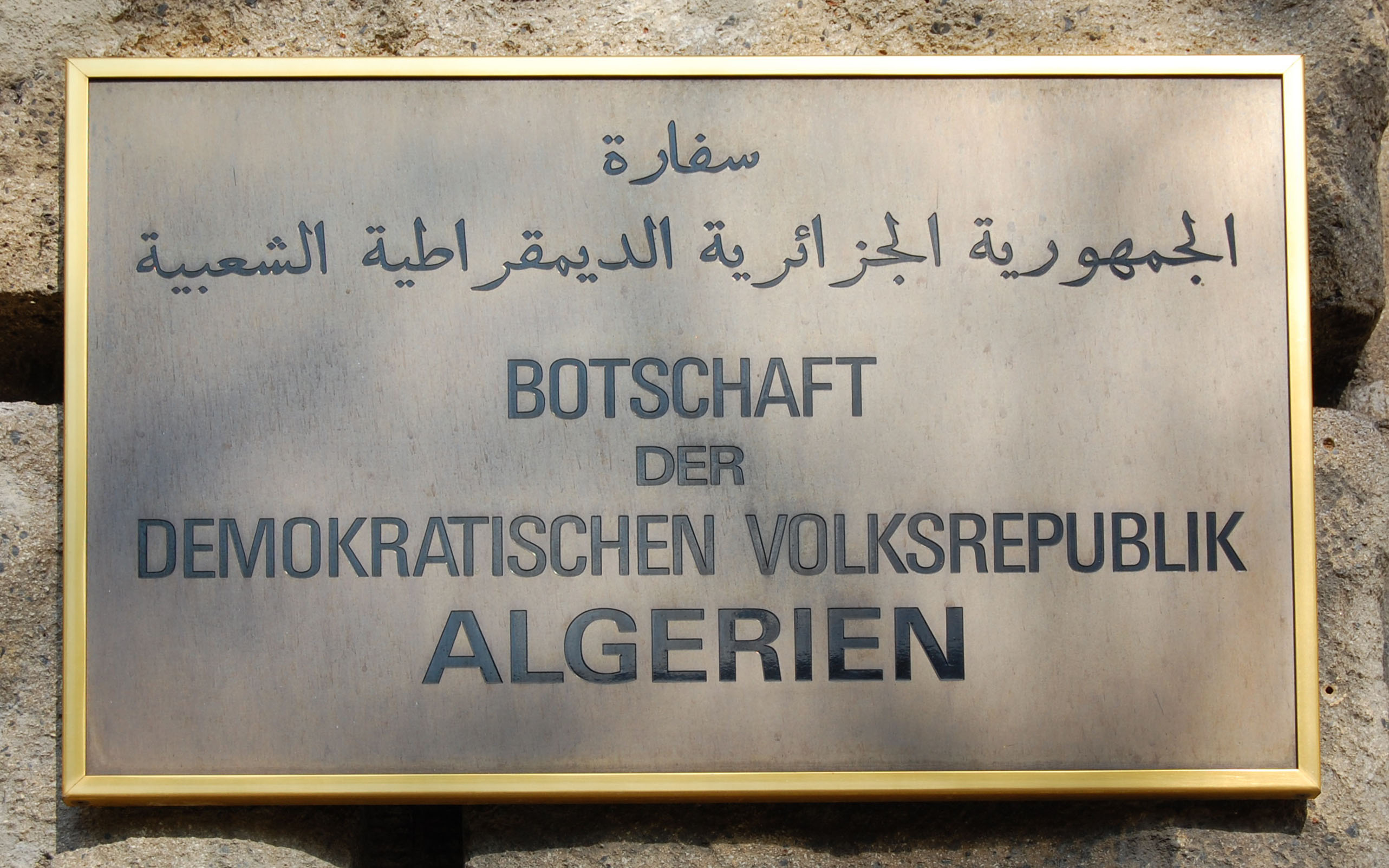
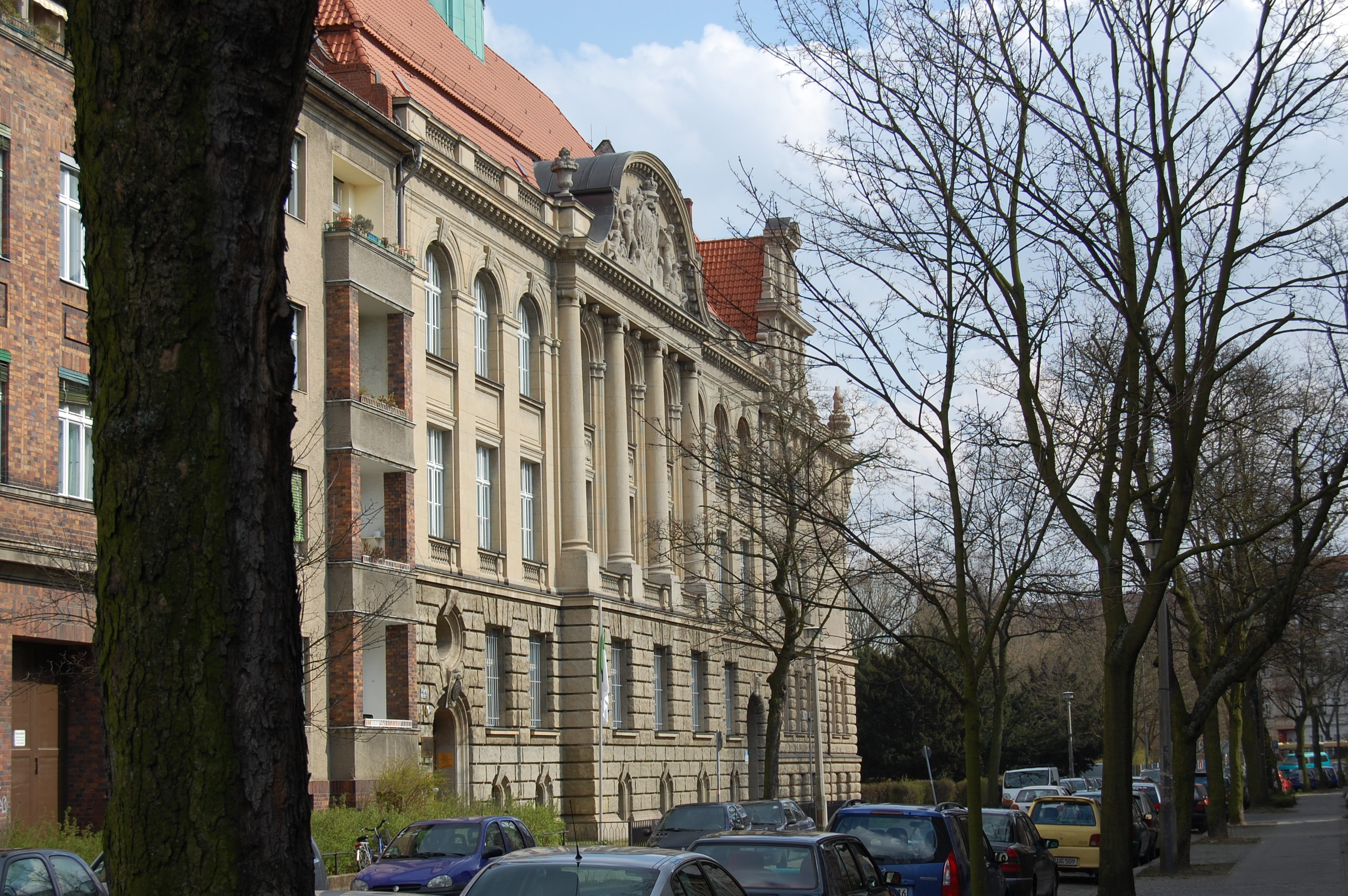
Die Botschaft befindet sich in der Görschstraße 45–46, Bezirk Pankow
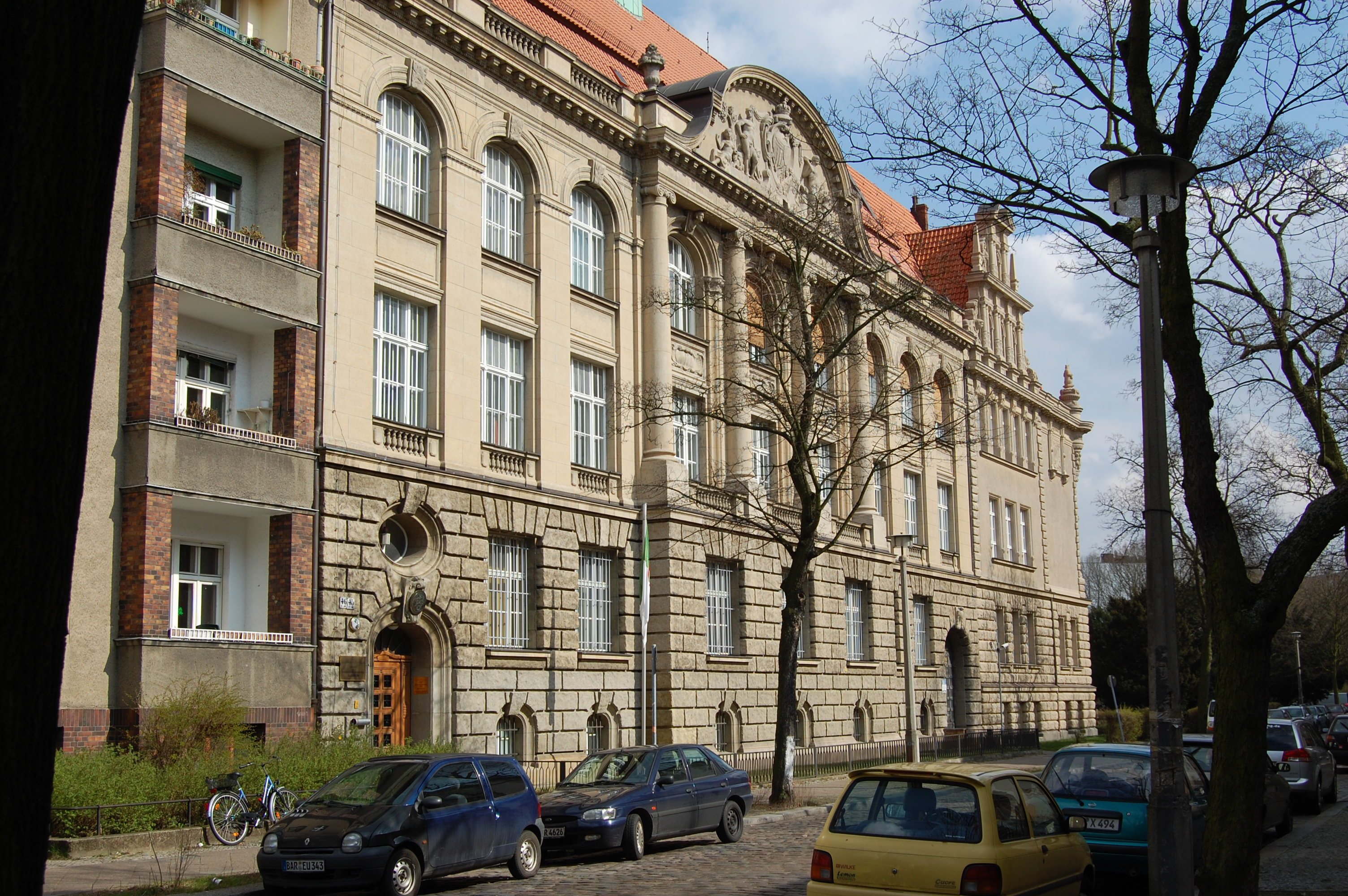
Das Botschaftsgebäude ist das ehemalige königlich-preußische Hauptzollamt, das 1914–1915 nach Plänen von Carl Fenten erstellt wurde. Es steht in der Denkmalschutzliste.
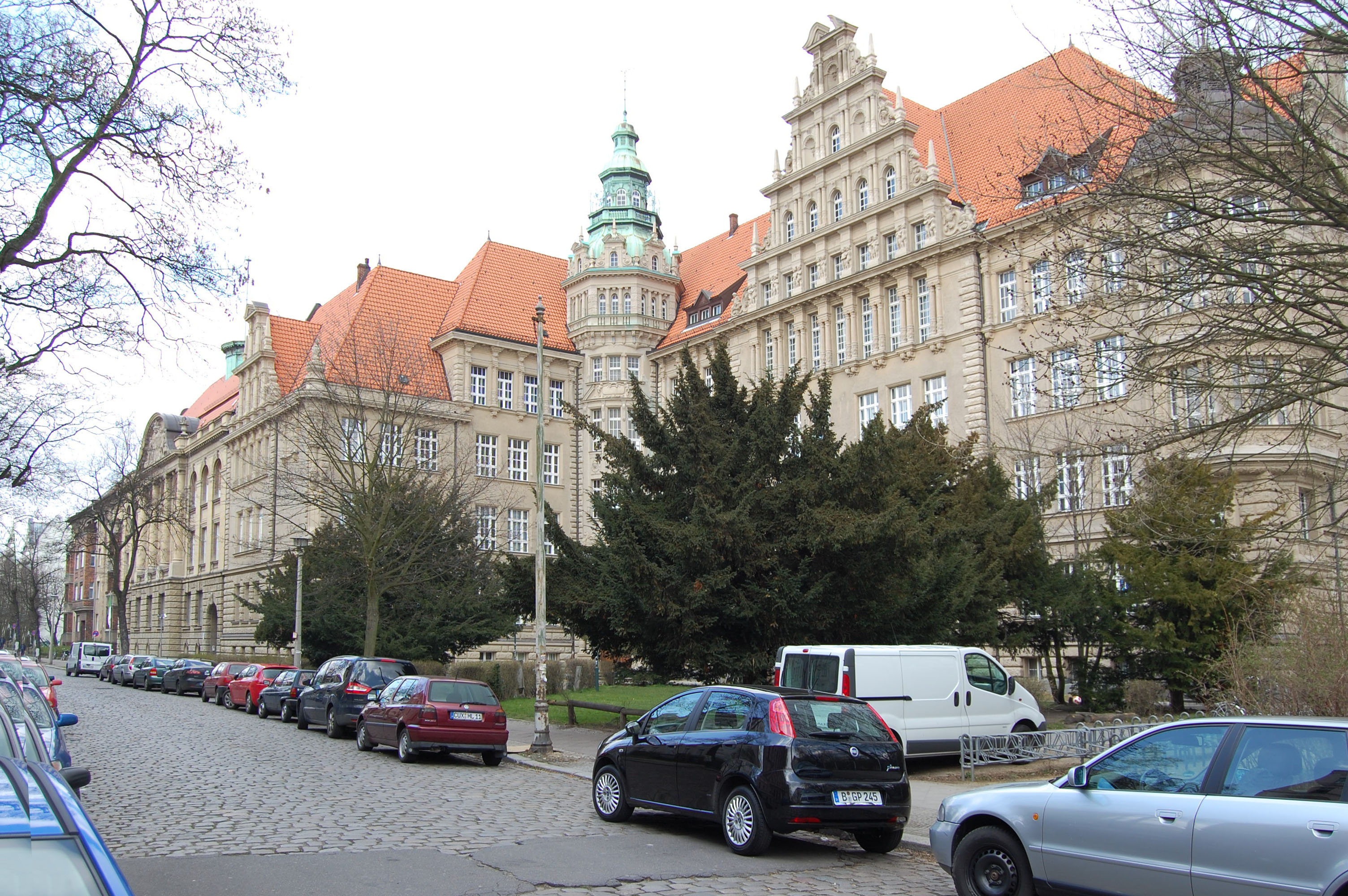
1927 und 1961–1964 kamen An- und Aufbauten hinzu.